# Аккультурация

Четыре основные (парадигмальные) формы аккультурации

Аккультура́ция (лат. acculturare от ad «к; приближение» + cultura «образование, развитие») — процесс взаимовлияния культур (обмен культурными особенностями), восприятия одним народом полностью или частично культуры другого народа. При этом оригинальные культурные модели одной или обеих групп могут быть изменены, но и группы по-прежнему различны.
Следует различать аккультурацию и ассимиляцию, при которой происходит полная утрата одним народом своего языка и культуры в контакте с другим, более доминантным. При этом, несомненно, аккультурация может быть первой ступенью на пути к полной ассимиляции. Однако антрополог Франц Боас утверждал, что культура прививается всем людям, а не только «дикарям» и меньшинствам: «Не будет преувеличением сказать, что нет людей, чьё культурное развитие обошлось без влияния иностранной культуры». Впоследствии антропологи Р. Билз, Р. Линтон, Р. Редфилд и М. Херсковиц разработали часто цитируемое определение: «Аккультурация проявляется тогда, когда группы лиц, имеющие разные культуры, приходят в непрерывное общение с последующими изменениями в оригинальной модели культуры одной или обеих групп».

## История
Впервые понятие аккультурации использовал немецкий этнолог В. Крикенберг в книге 1910 года Illustrierte Völkerkunde в контексте культурного взаимодействия между некоторыми племенами Южной Америки.
В связи с исследованием процессов культурного изменения в племенах североамериканских индейцев (Ф. Боас, У. Холмс, У. Мак-Джи, Р. Лоуи) понятие аккультурации применялось в узком значении и обозначало преимущественно процессы ассимиляции, происходящие в индейских племенах вследствие их соприкосновения с «культурой» прибывших колонизаторов с европейского континента.
Немецкий этнолог Рихард Турнвальд впервые употребляет термин acculturation в названии научной работы в 1932 году.
В 1930-х годах этот термин прочно закрепился в американской антропологии, а процессы аккультурации стали одной из основных тем эмпирических исследований и теоретического анализа. Аккультурация была предметом полевых исследований Херсковица, М. Мид, Редфилда, М. Хантер, Л. Спайера, Линтона, Малиновского. Во второй половине 30-х годов наметился интерес к более систематическому изучению аккультурационных процессов. В 1935 году Редфилд, Линтон и Херсковиц разработали типовую модель исследования аккультурации. Было проведено аналитическое различие между группой-реципиентом, изначальные культурные модели которой претерпевают изменение, и группой-донором, из культуры которой первая черпает новые культурные модели: эта модель была удобна для эмпирических исследований культурных изменений в небольших этнических группах вследствие их столкновения с западной индустриальной культурой.
Редфилд, Линтон и Херсковиц выделили три основных типа реакции группы-реципиента на ситуацию культурного контакта:
- «принятие» (полное замещение старой культурной модели новой, почерпнутой у донорской группы);
- «адаптация» (частичное изменение традиционной модели под влиянием культуры донорской группы);
- «реакция» (полное отторжение культурных моделей «донорской группы» усиленными попытками сохранить традиционные модели в неизменном состоянии)(перевод Меморандума).

Данная схема анализа оказала благотворное влияние на эмпирические исследования и получила дальнейшую разработку. В работах Херсковица исследовались процессы комбинации культурных элементов контактирующих групп, в результате которых складываются принципиально новые культурные модели.
Линтон и Малиновский анализировали негативную реакцию «примитивных культур» на ситуацию контакта с западной индустриальной культурой (Линтон ввел с этой целью понятие «нативистские движения»; Малиновский использовал термин «трайбализм»). Линтон разработал типологию нативистских движений («Нативистские движения», 1943).
Важное теоретическое значение для исследования аккультурации имела работа Линтона «Аккультурация в семи племенах американских индейцев» (1940), где были выделены два типа условий, в которых может происходить аккультурация:
- свободное заимствование контактирующими культурами элементов друг друга, протекающее при отсутствии военно-политического господства одной группы над другой.
- направляемое культурное изменение, при котором доминирующая в военном или политическом отношении группа проводит политику насильственной культурной ассимиляции подчинённой группы.

До 1950-х годов изучение аккультурации ограничивалось исследованием изменения традиций культур под воздействием западной цивилизации. Начиная с 50-60-х годов произошло ощутимое расширение исследовательской перспективы: возросло число исследований, посвященных взаимодействию и взаимовлиянию незападных культур и таким процессам, как испанизация, японизация, китаизация и т. п., характерным для отдельных культурных регионов (Дж. Фостер, Дж. Фелан и др.). Методы исследования аккультурации были применены к исследованию процесса урбанизации в сложных обстоятельствах (Р. Билз). Если ранее основное внимание акцентировалось на влиянии «доминирующей» культуры на «подчинённую», то теперь предметом исследования стало и обратное влияние (например, афроамериканских музыкальных форм на современную западную музыку). Явное или неявное отождествление аккультурации с ассимиляцией уступило место более широкому пониманию аккультурации как процесса взаимодействия культур, в ходе которого происходит их изменение, усвоение ими новых элементов, образование в результате смешения разных культурных традиций принципиально нового культурного синтеза.

## Примеры
Примеры аккультурации достаточно многочисленны в современном мире, особенно после многократного увеличения потоков миграции из одних регионов в другие.
К примеру, путь аккультурации проходят многие разделённые народы, вынужденные приспосабливаться к условиям культурно-языковой среды, созданной окружающим их большинством. При этом не происходит их ассимиляции, они сохраняют культурно-языковую автономию.
При этом длительная аккультурация, не завершающаяся ассимиляцией по тем или иным причинам, может иметь скрытый конфликтный потенциал. С другой стороны, над многими народами (особенно диаспорами), успешно прошедшими путь аккультурации, нависает угроза полной ассимиляции.
В некоторых случаях аккультурация приводит к принятию языка другой страны, который затем со временем модифицируется, чтобы стать новым языком. Например, ханьцзы, письменный язык китайского языка, был адаптирован и изменён другими близлежащими культурами, в том числе: Японией (как кандзи), Кореей (как ханча) и Вьетнамом (как ханто).
Пищевые привычки и потребление продуктов питания влияют на разные уровни. Исследования указали, что продовольственные привычки являются осторожными и практикуются в частном порядке, а изменения происходят медленно. Расход новых продуктов питания зависит от наличия местных ингредиентов, удобств и стоимости.